# Bartholomäuskirche (Bludovice)

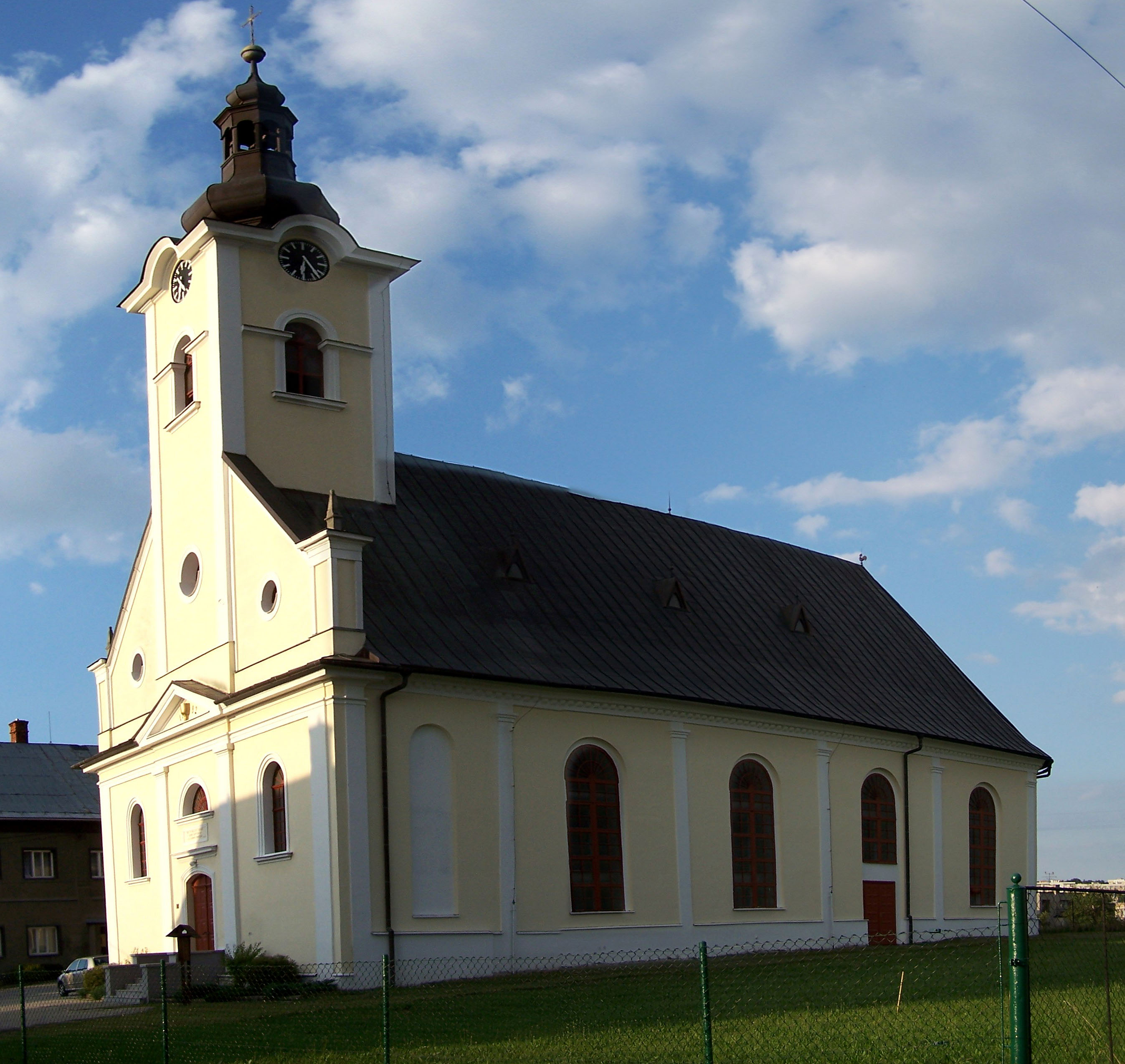
Evangelische Bartholomäuskirche in Nieder-Bludowitz

Die Bartholomäuskirche  ist die evangelisch-lutherische Kirche von Bludovice (deutsch: Nieder Bludowitz), einem  Stadtteil von Havířov im Moravskoslezský kraj in Tschechien. Sie gehört zur Schlesischen Evangelischen Kirche A.B. in Tschechien.

## Geschichte
Während der Reformation hatte sich Bludowitz dem Luthertum angeschlossen, bis 1652 im Zuge der Gegenreformation die Pfarrkirche dem katholischen Kultus zurückgegeben werden musste. Die Gemeinde bestand in der Folgezeit bis zum Erlass des Josephinischen Toleranzpatents von 1781, das den Protestanten in den Ländern des Habsburgerreichs die freie Religionsausübung garantierte, im Sinne des Kryptoprotestantismus fort. 
1782 beantragten Evangelische aus Bludoitz, Schomberg, Schönhof, Datyn und Dolní Suchá, auf eigene Kosten eine eigene Gemeinde zu gründen, wobei das Grundstück für den Kirchenbau vom örtlichen Gutsbesitzer Graf Seeger zur Verfügung gestellt wurde. Die Grundsteinlegung erfolgte am 18. April 1782, aber bereits am 15. Juni 1782 wurde wegen Nichteinhalten der Vorgaben für ein Bethaus, die die Errichtung eines Turmes und einer Apsis untersagten, ein Baustopp und ein Neueinreichen des Bauplans angeordnet. Als dennoch weitergebaut wurde, erfolgte am 31. Juli 1782 ein zweiter Baustopp, so dass erst nach Intervention der Gutsherrin Karolina von Seeger der Bau des Betsaals am 22. Oktober 1782 fortgesetzt werden konnte.
Bereits am 17. Februar 1783 konnte seitens der Gemeinde Daniel Wagner als der erste Pfarrer angestellt werden, der jedoch noch in demselben Jahr seines Amtes enthoben und durch seinen Nachfolger, Ferdinand Szelecsény, abgelöst wurde. Nachdem das Revolutionsjahr 1848/49 den evangelischen Gemeinden des Habsburgerreichs die rechtliche Gleichstellung erwirkt hatte, wurde am 16. Juli 1850 der Grundstein zum Bau des bis dahin nicht zulässigen Kirchturms als viergeschossiger, von einer Zwiebelhaube und einer offenen Laterne abgeschlossener Turmbau gelegt. Die Wiedereinweihung der Kirche mit Turm und Glocken auf den Namen des Apostels Bartholomäus fand am 24. August, dem Bartholomäusfest des Jahres 1852, statt.

## Ausstattung
Der mit doppelgeschossigen Emporen ausgestattete flachgedeckte Kirchenraum besitzt eine 1926 entstandene Illusionsmalerei des Malers Hrncír aus Oderberg, das himmlische Jerusalem darstellend.
Eine 1795 von František Horčička erbaute einmanualige Orgel mit 13 Registern wurde 1873 in die neuerrichtete evangelische Kirche von Strietesch versetzt, nachdem 1865 von Jan Hake eine Orgel von 16 Registern auf zwei Manualen erbaut worden war. In das bestehende Prospekt baute die Firma Rieger Orgelbau aus Jägerndorf 1939 ein elektropneumatisches Instrument von 25 Registern.